# NTMK
NTMK (russisch Нижнетагильский металлургический комбинат/ Nischnetagilski metallurgitscheski kombinat – auf Deutsch Nischni Tagil Eisen- und Stahlwerke, auch NIKOM) ist eine russische Firma zur Stahlerzeugung mit Sitz in Nischni Tagil. Das Unternehmen ist eine Tochtergesellschaft der Evraz-Gruppe.
NTMK produziert Stahl und Produkte aus Vanadium, unter anderem Rollmaterial, Eisenbahnräder und Eisenbahnschienen.

NTMK - Das Unternehmen 2005
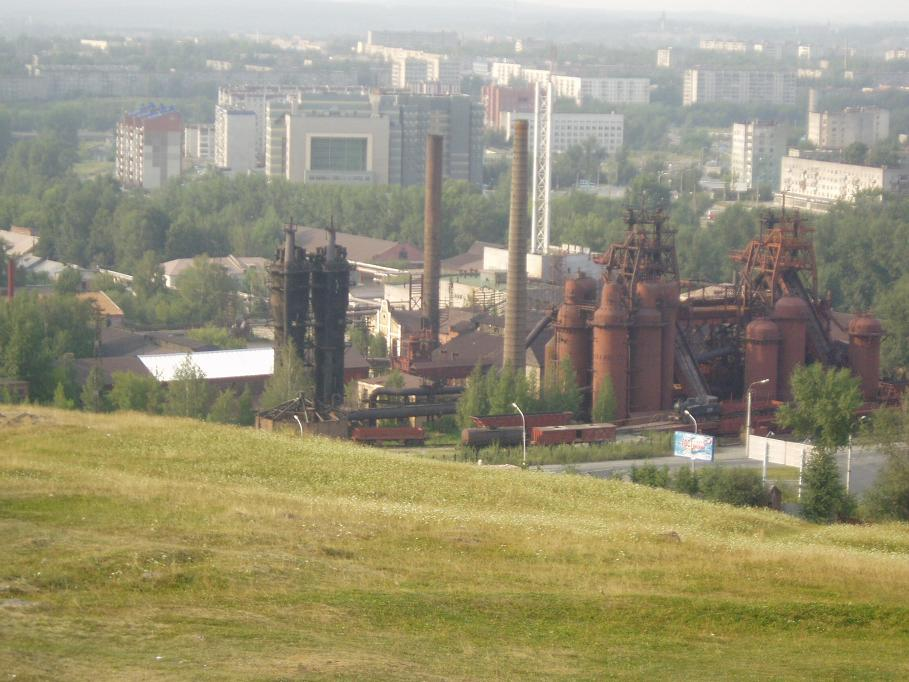
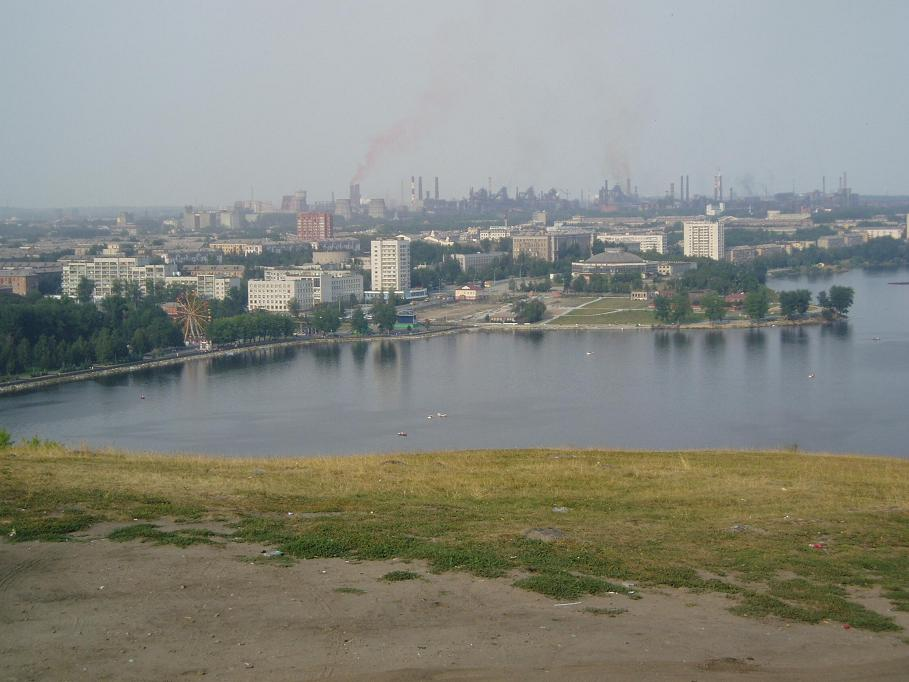
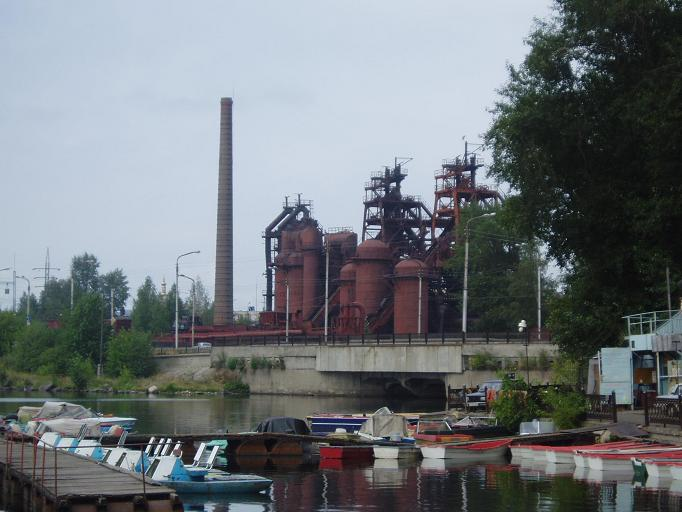

## Geschichte
Mit der Unterstützung des Reformers Peter I. entdeckten die Brüder Akinfiy und Nikita Demidow im frühen 18. Jahrhundert in der Umgebung von Nischni Tagil große Eisenerz-Vorkommen. Im Jahr 1720 begannen sie mit dem Bau ihrer ersten Fabrik und am 25. Dezember 1725 lief die Produktion an. Beinahe die Hälfte des Eisens wurde damals ins Vereinigte Königreich exportiert und nur ein kleiner Teil ging an die Regierung. Der Rest durfte frei in Russland verkauft werden.
Mitte des 19. Jahrhunderts verlor das Unternehmen seine Marktführerschaft zuerst international und kurz danach dann auch in Russland selbst, da die Fabrik mit dem Output neu erbauter Fabriken nicht konkurrieren konnte. Nur die Qualität ihrer Produkte ließ die Firma überleben.
Anfang des 20. Jahrhunderts wurde eine komplette Rekonstruktion geplant, aber vor deren Vollendung kam zuerst der Erste Weltkrieg und dann der Bürgerkrieg dazwischen. In den 1920er-Jahren wurde die Produktion mit Erfolg wieder aufgenommen.
1987 wurde die von den Demidows erbaute Fabrik, die 14 Millionen Tonnen Eisen erzeugt hatte, nach 262 Jahren stillgelegt und in ein Museum eingegliedert.
Bereits im Jänner 1931 war mit dem Bau einer neuen Fabrik begonnen worden, deren Fertigstellung aber knapp zehn Jahre dauerte. Die Produktion begann 1940, Hauptprodukt waren damals Panzerplatten.
1992 wurde NTMK privatisiert. Es entstand eine vom Staat unabhängige offene Aktiengesellschaft, die bis zum Jahr 2000 – und damit dem 60. Geburtstag der Fabrik – die erste Phase einer technischen Modernisierung hinter sich brachte und dabei über 700 Millionen US-Dollar investierte.

NTMK - Historische Persönlichkeiten
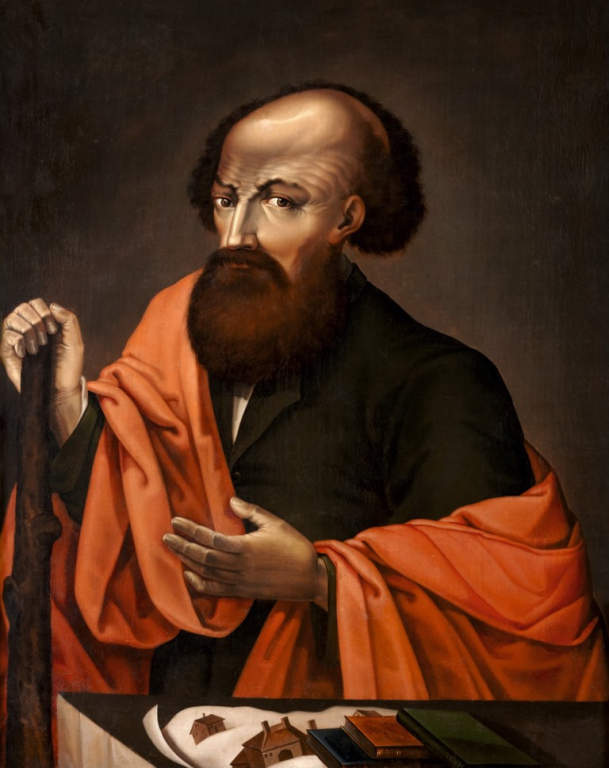
Nikita Demidow
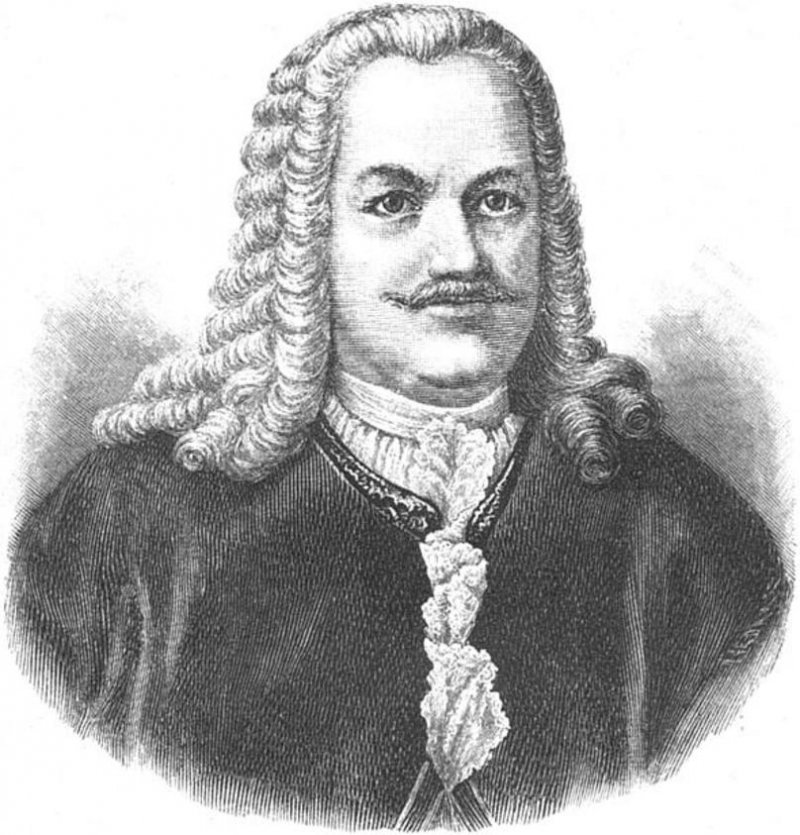
Akinfiy Demidow
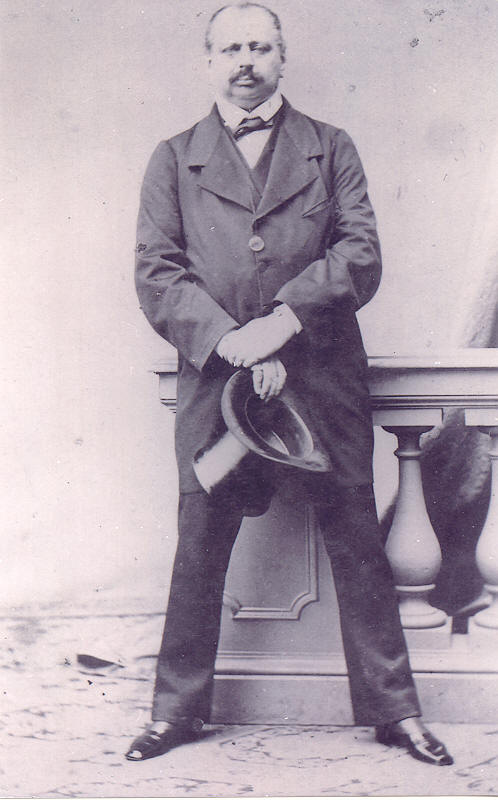
Anatole Demidoff di San Donato